# Julius Karl Emil Sulzer

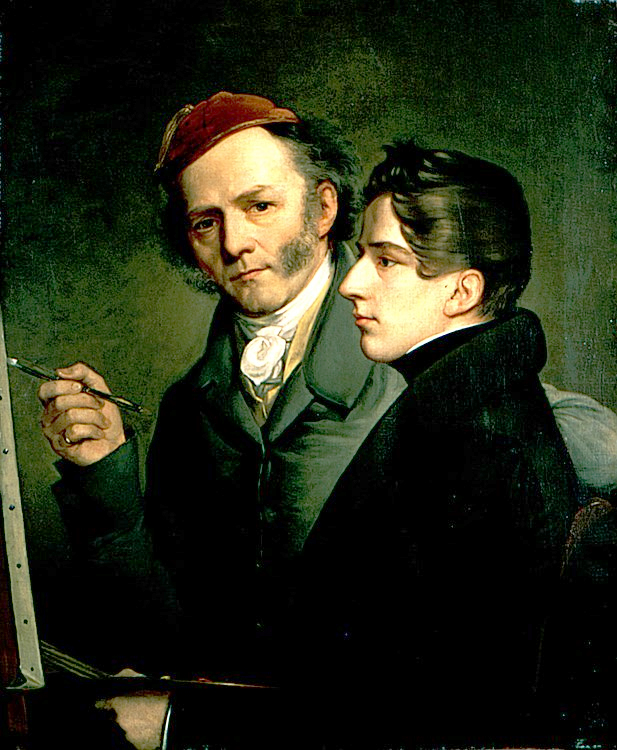
Doppelselbstbildnis Vater und Sohn

Julius Karl Emil Sulzer (auch Julius Karl von Kahlenberg, * 11. Februar 1818 in Breslau; † 15. September 1889 in München) war ein Porträt- und Historienmaler.
Julius Karl Emil Sulzer wurde als Sohn des Schweizer Porträtmalers David Sulzer und Franziska Katharina Freiin von Lütgendorff-Leinburg (1787–1862) geboren. Er kam als Erstgeborener zur Welt, hatte noch drei Brüder: Anton Emil Karl (* 1820), Gustav Heinrich (* 1822) und Albert David Christoph (* 1827). Nur Julius Karl Emil Sulzer hat den Beruf seines Vaters geerbt. Gemeinsam mit seinem Vater schuf er ein Doppelselbstbildnis, auf dem sich beide jeweils selbst darstellten.
Julius Karl Emil Sulzer war in Winterthur tätig. Er wurde 1858 von General Alexander Wilhelm von Kahlenberg adoptiert, dessen Namen er fortan trug.